# 烏尼雷亞鄉 (多爾日縣)
44°10′N 23°11′E / 44.167°N 23.183°E
烏尼雷亞鄉（羅馬尼亞語：Comuna Unirea, Dolj），是羅馬尼亞的鄉份，位於該國西南部，由多爾日縣負責管轄，面積49平方公里，海拔高度99米，2007年人口4,110，人口密度每平方公里84人。